# 拉沙佩勒聖洛朗
拉沙佩勒聖洛朗（法語：La Chapelle-Saint-Laurent，法語發音：[la ʃapɛl sɛ̃ loʁɑ̃]）是法國德塞夫勒省的市镇，属于布雷叙尔区。

## 地理
拉沙佩勒聖洛朗（46°44'44"N, 0°28'36"W）面积28.85 平方千米，位于法国新阿基坦大区德塞夫勒省，该省份为法国西部内陆省份，北起曼恩-卢瓦尔省，西接旺代省，南至夏朗德省和滨海夏朗德省，东临维埃纳省。
与拉沙佩勒聖洛朗接壤的市镇（或旧市镇、城区）包括：布瓦梅、尚特盧、克莱塞、拉尔雅斯、讷维-布安、塞夫尔河畔蒙库唐。

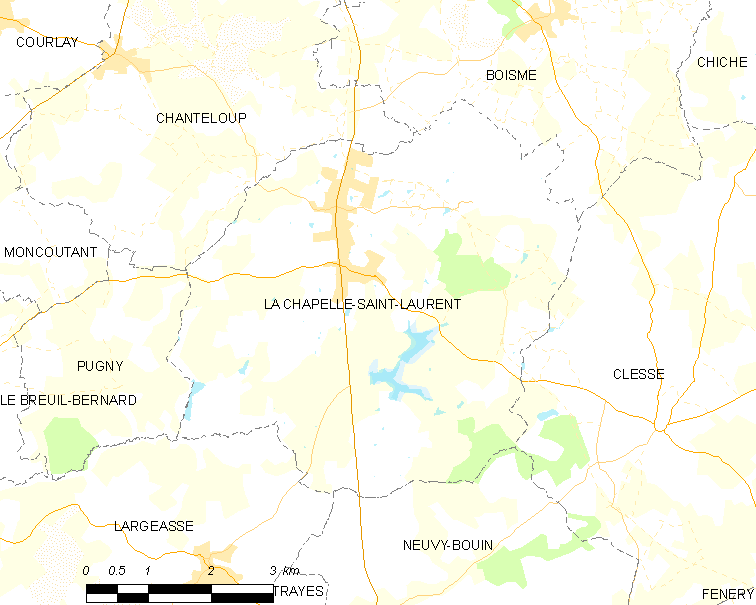
拉沙佩勒聖洛朗的OSM定位图

拉沙佩勒聖洛朗的时区为UTC+01:00、UTC+02:00（夏令时）。

## 行政
拉沙佩勒聖洛朗的邮政编码为79430，INSEE市镇编码为79076。

## 政治
拉沙佩勒聖洛朗所属的省级选区为瑟里宰县。

## 人口

1962-2008年间拉沙佩勒聖洛朗人口变化图示

拉沙佩勒聖洛朗于2022年1月1日时的人口数量为2080人。